# نییراد
نییراد (به مجاری:  Nyirád) یک شهرداری در مجارستان است که در ناحیه آیکا واقع شده‌است.